# 秋田長季
秋田 長季（あきた ながすえ）は、陸奥国三春藩の第8代藩主で秋田家第10代当主。第7代藩主・秋田倩季の次男。
寛政4年（1792年）3月15日、将軍徳川家斉にお目見えする。寛政5年12月28日、従五位下大炊頭に叙任する。後に河内守、信濃守に改める。寛政9年（1797年）7月20日、父倩季の隠居により、家督を継いだ。享和3年（1803年）11月、隠居し、養子孝季（実弟）に家督を譲った。文化8年（1811年）、父や弟に先立って死去した。享年36。

## 系譜
父母
- 秋田倩季（父）
- 平尾氏 ー 側室（母）

正室
- 久世広誉の娘

養子
- 秋田孝季 ー 実弟